# Александер да Силва, Витор
Вито́р Алекса́ндер да Си́лва (порт.-браз. Victor Alexander da Silva; более известный, как Вити́ньо порт.-браз. Vitinho; родился 23 июля 1999 года в Белу-Оризонти, Бразилия) — бразильский футболист, защитник клуба «Ботафого».

## Биография
Витиньо — воспитанник клуба «Крузейро». 19 мая 2018 года в матче против «Атлетико Минейро» он дебютировал в бразильской Серии А, заменив во втором тайме Робиньо. Летом того же года Витиньо перешёл в бельгийский «Серкль Брюгге», подписав контракт на 5 лет. 11 августа в матче против льежского «Стандарда» он дебютировал в Жюпиле лиге.
В июле 2022 года перешёл в английский клуб «Бернли», подписал контракт до 2026 года.